# Hujdy (Zawoja)
Hujdy – przysiółek wsi Zawoja w Polsce, położony w województwie małopolskim, w powiecie suskim, w gminie Zawoja. Leży w środkowej części wsi.
W latach 1975–1998 przysiółek administracyjnie należał do województwa bielskiego.